# Impasse Molin
Impasse Molin är en återvändsgata i Quartier de la Chapelle i Paris artonde arrondissement. Gatan är uppkallad efter en viss Marie Élizabeth Molin. Impasse Molin börjar vid Rue Buzelin 10.

## Omgivningar
- Saint-Denys de la Chapelle
- Sainte-Jeanne-d'Arc
- Impasse de la Chapelle
- Cité de la Chapelle
- Boulevard de la Chapelle
- Place de la Chapelle
- Bois Dormoy
- Jardin Nusch-Éluard
- Marché de La Chapelle

## Bilder
| - Gatuskylt. - Saint-Denys de la Chapelle. - Sainte-Jeanne-d'Arc. - Jardin Nusch-Éluard. |

## Kommunikationer
- Tunnelbana – linje  – Marx Dormoy
- Busshållplats Pajol – Riquet – Paris bussnät

### Webbkällor
- ”Impasse Molin”. Mairie de Paris. https://web.archive.org/web/20160303173551/http://www.v2asp.paris.fr/commun/v2asp/v2/nomenclature_voies/Voieactu/6336.nom.htm. Läst 18 september 2023.
- ”Impasse Molin (18ème arrondissement)”. Les rues de Paris. https://web.archive.org/web/20190901215455/http://www.parisrues.com/rues18/paris-18-impasse-molin.html. Läst 18 september 2023.